# Alonso Verdugo y Castilla
Alonso Verdugo y Castilla Ursúa y Lasso de Castilla, iii conde de Torrepalma (Alcalá la Real, 3 de septiembre de 1706-Turín, 27 de marzo de 1767), fue un diplomático y poeta español.

## Biografía
Fue caballero de la Orden de Calatrava (1756), mayordomo de semana de Su Majestad (1775), ministro plenipotenciario en Viena hasta 1760 y después en Turín entre 1760 y 1767. Miembro de número de la Real Academia Española y cofundador en 1735 y miembro de número de la de la Historia; también perteneció a la de Bellas Artes de San Fernando. Animó, además, dos cenáculos poéticos: la Academia del Trípode en Granada y la Academia del Buen Gusto en Madrid.
Su poesía se dirigía a un reducido grupo de amigos y adeptos, con un muy elaborado culteranismo, lo que le valió el sobrenombre de "El Difícil". Sin embargo en sus versos aparece también el influjo de Lope de Vega y de Juan de Jáuregui. Utilizó a Ovidio para su gran poema Deucalión (editado póstumamente en el Parnaso español de 1770 y luego en 1854 por Cayetano Rosell). 
Se han conservado también romances, sonetos, elegías, etcétera y un poema denominado Las ruinas. Pensamientos tristes, que anuncia ya la sensibilidad del Prerromanticismo en hermosas series de endecasílabos blancos. En él un pastor, de nombre Alfeo, llora los desdenes de Filis junto a las ruinas del Alcázar de Toledo con un nuevo tono, reconcentrado e intimista. Leopoldo Augusto de Cueto le atribuyó otro poema, El juicio final, que parece ser obra de José Antonio Porcel. Entre los principales estudiosos de este poeta hay que citar en especial a Nicolás Marín.
Se casó en abril de 1753 con María Francisca Dávila y Carrillo de Albornoz, nieta del duque de Montemar. No tuvieron descendencia.